# Somatidia pennulata
Somatidia pennulata är en skalbaggsart som beskrevs av Thomas Broun 1921. Somatidia pennulata ingår i släktet Somatidia och familjen långhorningar. Inga underarter finns listade i Catalogue of Life.